# Vitigudino
Vitigudino est une commune de la province de Salamanque dans la communauté autonome de Castille-et-León en Espagne.

## Géographie

### Communes limitrophes
| Valderrodrigo   | Barceo     | Villarmuerto       |
| Guadramiro      | Vitigudino | Peralejos de Abajo |
| Yecla de Yeltes | Moronta    | Moronta            |